# Runcu (Vâlcea)
Pour les articles homonymes, voir Runcu.
Runcu est une commune du județ de Vâlcea en Roumanie.